# Jonatha Brooke
Jonatha Brooke (Illinois, 23 januari 1964) is een Amerikaanse singer-songwriter en gitarist in de folkrock en pop. Ze begon haar carrière in de jaren 80 van de 20e eeuw als lid van de folkband The Story. In 1994 begon ze een solocarrière. Haar muziek mengt elementen van folk, rock en popmuziek.

## Biografie

### The Story
Brooke richtte begint jaren 80 de band The Story op samen met haar vriendin en klasgenoot Jennifer Kimball. Samen traden de twee geregeld in de omgeving van hun woonplaats op, alsmede binnen de school. Echt succesvol werd hun act niet, dus besloten de twee er tijdelijk mee te stoppen tot na hun studie. Tijdens deze periode werd Brooke lid van een dansgroep.
In 1989 kwamen Brooke en Kimball weer bijeen. Ze maakten een demo getiteld Over Oceans. De twee kregen dankzij deze demo een platencontract bij het onafhankelijke label Green Linnet. In 1991 verscheen hun debuutalbum Grace in Gravity. Het tweede album, The Angel in the House, kwam uit in 1993.

### Solocarrière
In 1994 verbrak Brooke haar samenwerking met Kimball en begon een solocarrière. Haar eerste soloalbum, Plumb, verscheen in 1995. Ondanks dat Kimball niet meewerkte aan dit album werd het album toch opgedragen aan Jonatha Brooke & The Story. Het album werd opgevolgd door 10 Cent Wings, waarin Brooke de overstap maakte van haar eerdere pop-folk-stijl naar een meer radiovriendelijke stijl. Deze verandering hield ze aan in haar volgende album, Steady Pull; een album met rockinvloeden geproduceerd in samenwerking met Bob Clearmountain (die ook samen had gewerkt met Bryan Adams, The Rolling Stones, The Corrs, Hall & Oates en andere grote artiesten).
Eind jaren 90 werd Brooke’s zangkunst gebruikt in Goodyear Tire's commerciële jingle, "Serious Freedom, Goodyear, Goodyear." Tevens begon Brooke haar albums uit te geven via haar eigen platenlabel, Bad Dog. Back in the Circus, uitgebracht in 2004, bevatte zowel nieuwe nummers als covers van nummers van Alan Parsons Project ("Eye in the Sky"), The Beach Boys ("God Only Knows"), en James Taylor ("Fire and Rain"). De albums werden in 2005 ook uitgebracht in het Verenigd Koninkrijk.
In 2002 zong Brooke een paar nummers voor de soundtrack van de Disneyfilm Return to Never Land. Tevens trad ze samen op met artiesten als Lisa Loeb, Chris Botti en Patty Larkin.
Haar laatste studioalbum was Careful What You Wish For, die uitkwam op 3 april 2007.
Brooke's lied "Because I Told You So" (van Ten Cent Wings) werd gecoverd door Nick Lachey op de Europese uitgave van zijn album What's Left of Me. Haar lied "Inconsolable" (van Plumb) werd gebruikt in een aflevering van de televisieserie Buffy the Vampire Slayer getiteld "Prophecy girl". "Landmine" (van Ten Cent Wings) werd gebruikt in een aflevering van Ally McBeal.

### Liefdadigheid
In 2008 werkte Brooke mee aan het muziekalbum Songs for Tibet, dat bedoeld is om de situatie van de mensenrechten in Tibet aan te kaarten. Vanaf de zomer 2010 heeft Jonatha zich toegelegd op het verzorgen van haar moeder die de diagnose Alzheimer kreeg. Ze nam haar moeder in huis, die daar eind januari 2012 stierf. Over haar moeder maakte Brooke in 2014 een CD My mother has 4 noses. De muziek heeft ze in 2014 opgevoerd in een theatershow (a musical play) in "The Duke on 42th Street" in New York. Sindsdien zet ze zich in voor de Alzheimerstichting in de VS.

## Discografie
- Plumb (1995) (als Jonatha Brooke & The Story)
- 10 Cent Wings (1997)
- Live (1999)
- Steady Pull (2001)
- Back in the Circus (2004)
- Live In New York (CD/DVD set) (2006)
- Careful What You Wish For (2007)
- The Works (2008)
- My mother has 4 noses (2014)